# Forte (Boqueijón)
Forte (en gallego y oficialmente, O Forte) es una aldea española situada en la parroquia de Boqueijón, del municipio de Boqueijón, en la provincia de La Coruña, Galicia.

## Demografía
| Gráfica de evolución demográfica de Forte entre 2000 y 2023 |
|                                                             |
| Datos según el nomenclátor publicado por el INE.            |